# Державне агентство з інвестицій та управління національними проєктами України
Державне агентство з інвестицій та управління національними проєктами України (Держінвестпроєкт) — центральний орган виконавчої влади, діяльність якого спрямовується і координується Кабінетом Міністрів України. Ліквідовано у 2015 році.
Основним завданням Укрнацпроєкту є забезпечення реалізації стратегічно важливих проєктів, що забезпечують технологічне оновлення та розвиток базових галузей реального сектору економіки України.
Розташоване в Києві по вул. Велика Житомирська, 11

## Загальна інформація
Держінвестпроєкт України є головним органом у системі центральних органів виконавчої влади із забезпечення реалізації державної політики у сфері інвестиційної діяльності та управління Національними проєктами — стратегічно важливими проєктами, що забезпечують технологічне оновлення та розвиток базових галузей реального сектору економіки України.
Агентство відповідає за реалізацію Інвестиційної реформи в Україні, яка покликана:
- радикально змінити процедури адміністрування державних видатків розвитку
- використовувати обмежений ресурс держави, як засіб для партнерства з приватним капіталом
- створити необхідну інфраструктуру для залучення інвестицій
- створити умови для радикального збільшення притоку інвестицій

Передбачається, що її результатом стане радикальне покращення інвестиційного клімату та формування системи якісних інвестиційних пропозицій — проєктів підготовлених за міжнародними стандартами.
Іншим важливим напрямком роботи зі здійснення реформ є реалізація Національних проєктів — своєрідних «точок зростання» економіки України, центрів залучення інвестиційних ресурсів.
«Національні проєкти» — це масштабні економічні проєкти, які мають стратегічне значення для цілих галузей української економіки, спрямовані на вирішення окремих соціальних проблем або радикальне економічне оновлення цілих регіонів.
«Національні проєкти» спрямовані на поліпшення якості життя, енергозабезпечення та енергозбереження, підвищення рівня людського потенціалу, кардинального збільшення припливу прямих інвестицій.
Кожен із цих проєктів фактично означає створення нової індустрії в Україні. Це й LNG — індустрія, і сміттєпереробна галузь, і галузь відновлювальної енергетики та ін..
Держава взяла на себе підготовку старт-апів проєктів, до яких входить фінансування техніко-економічного обґрунтування, виділення земельних ділянок, усунення регуляторних перешкод, а в окремих випадках — також надаватимуться державні гарантії. Але понад 80 % коштів для реалізації «Національних проєктів», навіть враховуючи їх соціальну складову, будуть залучені з ринку. Національні проєкти — перспективні та вигідні для бізнесу проєкти. Їх реалізація передбачає системні зміни в умовах доступу до ринку, ведення бізнесу, спрощення процедур отримання дозволів та їх мінімізацію, прозоре законодавче поле.

## Сфера управління
До сфери управління Держінвестпроєкту України віднесено 27 державних бюджетних установ — регіональних центрів з інвестицій та розвитку, які представляють кожний регіон країни: Вінницький, Волинський, Дніпропетровський, Донецький, Житомирський, Закарпатський, Запорізький, Івано-Франківський, Київський міський, Київський обласний, Кіровоградський, Кримський, Луганський, Львівський, Миколаївський, Одеський, Полтавський, Рівненський, Севастопольський, Сумський, Тернопільський, Харківський, Херсонський, Хмельницький, Черкаський, Чернівецький, Чернігівський.

## Список національних проєктів
- «LNG-термінал» — будівництво на чорноморському узбережжі України терміналу з прийому 10 млрд м³ зрідженого газу.
- «Енергія природи» — створення «чистого» джерела енергії — вітру і сонця у плановому обсязі 2000 МгВт встановленої потужності, що є аналогом енергії, отриманої від 2 млрд куб. імпортного газу. Цей проєкт буде реалізовано переважно в Криму та Запоріжжі.
- «Нова якість життя» — в рамках цього проєкту реалізуватимуться п'ять підпроєктів:
  - «Чисте місто» — будівництво сучасних комплексів з переробки твердих побутових відходів.
  - «Якісна вода» — програма забезпечення населення якісною питною водою.
  - «Відкритий світ» — створення інформаційно-комунікаційної освітньої мережі національного рівня на базі технологій радіозв'язку четвертого покоління (4G).
  - «Місто майбутнього» — формування стратегічного плану та проєктів розвитку міста.
  - «Нове життя» — нова якість охорони материнства і дитинства.
- «Олімпійська надія 2022» — спрямований на реалізацію ініціативи Президента України щодо проведення зимових олімпійських ігор 2022 року в Карпатах.
- «Повітряний експрес» — створення швидкісного залізничного сполучення між Києвом та аеропортом Бориспіль.

## Італійський етап роуд-шоу
У Римі 3 жовтня 2012 року відбувся італійський етап роуд-шоу. Це — захід, організатором якого виступила Торгово-промислова палата Італії в Україні для того, щоб було представлене Державне агентство інвестицій та національних проєктів. Місце проведення заходу: приміщення Unioncamere (площа Саллустіо, 21). Формат «Роуд-шоу» був обраний невипадково. Він передбачає, що участь у заході будуть брати лише дійсно зацікавлені представники урядових і ділових кіл Італії. До президії роуд-шоу увійшли президент Торгово-промислової палати Італії в Україні Мауріціо Карневале, перший радник міністра зовнішніх справ Італії Вінченце Ерколе Салазар Сарсфілд, віце-секретар Unioncamere Сандро Петтінато, ассессор по комерційній діяльності мерії Риму Давіде Бордоні та голова парламентської групи «Україна-Італія» Вальтер Тоньї. Українська сторона делегації була представлена керівником ТЕМ українського посольства в Італії Вадимом Саблуком, членами делегації Держінвестпроєкту — Іллею Шевляком, заступником Голови Держінвестпроєкту, Сергієм Євтушенко — директором департаменту «Єдиного інвестиційного вікна», Русланом Свірським — начальником відділу інвестиційної інфраструктури департаменту інвестиційної політики та регіонального розвитку, Юрієм Гусєвим — представником департаменту національних проєктів. Сім десятків підприємців та представників різних організацій з Італії стали відвідувачами роуд-шоу. Однією з цілей цього заходу була презентація інвестиційного потенціалу України. Для цього були представлені національні проєкти: «Індустріальні парки», «LNG Україна», Міська кільцева автомобільна дорога навколо м. Київ", «Олімпійська надія 2022» та проєкт «InterMedicalEcoCity». Під час проведення роуд-шоу в Італії був укладений договір, суть якого — обмін досвідом у інвестиційному напрямку з торгово-промисловими палатами України та Італії. Державне агентство з інвестицій та управління національними проєктами України та Торгово-промислова палата Італії уклали Меморандум про співробітництво.

## Очільники
- Каськів Владислав Володимирович — з 23 грудня 2010 до 15 березня 2014;
- Євтушенко Сергій Анатолійович — з 15 березня 2014.

## Виноски
1. ↑  Кабмін передав Мінекономіки повноваження Держінвестпроекту. Архів оригіналу за 25 жовтня 2018. Процитовано 25 жовтня 2018.
2. ↑  Прийнято рішення Уряду про утворення комісії з ліквідації Державного агентства з інвестицій та управління національними проектами. Архів оригіналу за 26 жовтня 2018. Процитовано 25 жовтня 2018.
3. ↑  Інші центральні органи виконавчої влади та підпорядковані їм урядові органи державного управління [Архівовано 30 серпня 2011 у Wayback Machine.]. Вебсайт ГУДС